# Liste des évêques et archevêques catholiques de Liverpool
L'archevêque de Liverpool est un des cinq archevêques de l'Église catholique en Angleterre et au pays de Galles. Il a sous sa juridiction l'archidiocèse de Liverpool, dont le siège est la cathédrale métropolitaine du Christ-Roi de Liverpool. Il est également le métropolitain de la province de Liverpool qui compte six autres diocèses : Hallam, Hexham et Newcastle, Lancaster, Leeds, Middlesbrough, Salford.
Le diocèse de Liverpool existe depuis le rétablissement de la hiérarchie catholique en 1850, il a succédé au vicariat apostolique du Lancashire. Le diocèse fait d'abord partie de la province de Westminster. Depuis 1911, l'évêque de Liverpool a été élevé à la dignité d'archevêque et de métropolitain de la province de Liverpool. L'archevêque John Sherrington (en), treizième titulaire du siège épiscopal de Liverpool, est nommé le 5 avril 2025. 
| Vicaires apostoliques du Lancashire | Vicaires apostoliques du Lancashire | Vicaires apostoliques du Lancashire                                               |
| ----------------------------------- | ----------------------------------- | --------------------------------------------------------------------------------- |
| 1840-50                             | George Brown                        | Le vicariat est érigé en 1840                                                     |
| Évêques de Liverpool                |                                     |                                                                                   |
| 1850-56                             | George Brown                        | En 1850, le diocèse de Liverpool est érigé ; il succède au vicariat du Lancashire |
| 1856-72                             | Alexander Goss                      | Il était évêque coadjuteur depuis 1853                                            |
| 1873-94                             | Bernard O'Reilly                    |                                                                                   |
| 1894-1911                           | Thomas Whiteside                    |                                                                                   |
| Archevêques de Liverpool            |                                     |                                                                                   |
| 1911-21                             | Thomas Whiteside                    | devenu archevêque métropolitain en 1911                                           |
| 1921-28                             | Frederick Keating                   | auparavant évêque de Northampton                                                  |
| 1928-53                             | Richard Downey                      |                                                                                   |
| 1953-56                             | William Godfrey                     | avait été ordonné évêque en 1938 ; nommé archevêque de Westminster en 1956        |
| 1957-1963                           | John Heenan                         | auparavant évêque de Leeds ; nommé archevêque de Westminster en 1963              |
| 1964-76                             | George Beck                         | auparavant évêque de Brentwood, puis de Salford                                   |
| 1976-96                             | Derek Worlock                       | auparavant évêque de Portsmouth                                                   |
| 1996-2013                           | Patrick Kelly                       | auparavant évêque de Salford                                                      |
| 2014-2025                           | Malcolm McMahon                     | auparavant évêque de Nottingham                                                   |
| 2025-                               | John Sherrington (en)               | auparavant évêque auxiliaire de Westminster                                       |

## Sources
- (en) Fiche sur l'archidiocèse de Liverpool sur le site Catholic Hierarchy